# Mehmed VI
Mehmed VI Vahidettin (1861 – 1926) là vị Sultan thứ 36 và cuối cùng của Đế quốc Ottoman, trị vì từ năm 1918 cho đến năm 1922.
Mehmed ra đời ngày 14 tháng 1 năm 1861, là con trai của sultan Abdul Mejid I. Ngoài ra, Mehmed còn là em trai của 3 vị vua Murad V, Abdul Hamid II và Mehmed V. Ngày 4 tháng 7 năm 1918, sau khi Mehmed Resad mất, Mehmed Vahdettin lên ngôi và trở thành vị hoàng đế thứ 36 của Đế quốc Ottoman, trong khi Đế quốc Ottoman còn đang tham gia phe Liên minh Trung tâm (cùng với Đế quốc Đức, đế quốc Áo-Hung, Bulgaria) trong Chiến tranh thế giới thứ nhất, chống lại phe Entente (Anh, Pháp, Ý, Nga...).
Ngày 30 tháng 10 năm 1918, Đế quốc Ottoman đầu hàng phe Entente. Năm 1920, đế quốc Ottoman và đồng minh ký Hiệp ước Sèvres với nhiều điều khoản vô cùng bất lợi. Kết thúc chiến tranh, Đế quốc Ottoman tan rã. Từ sự sụp đổ này, Hy Lạp, Anh, Pháp, Ý và Armenia đồng loạt xâm lược nước Thổ, và chiến tranh giành độc lập Thổ Nhĩ Kỳ nổ ra. Vào năm 1923, sau thắng lợi của cách mạng Thổ, nước Cộng hòa Thổ Nhĩ Kỳ ra đời, Mehmed Vahdettin thoái ngôi sultan Ottoman, và truyền ngôi khalip (vua Hồi - một tước vị đã được các hoàng đế nhà Osman dùng vào năm 1517) cho người em họ là Abdul Mejid II (giữ chức khalip cho đến năm 1924).
Ngày 16 tháng 5 năm 1926, Mehmed Vahdettin chết tại Sanremo, Ý. Ông được chôn cất tại thánh đường Hồi giáo của vị vua thứ 9 của nhà Ottoman, Selim I tại Damascus.